# Западные страны (область)
За́падные страны или За́вршье (серб. Западне стране / Zapadne strane, Завршје / Završje) — средневековая область в западной части современной Боснии и Герцеговины.
Область в разное время носила названия Трополе (серб. Тропоље / Tropolje), Завршье и Западные страны. Завршье впервые упоминается в договоре Степана Котроманича с Дубровником от 15 августа 1332 года, после присоединения области к Боснии. В том же веке появилось название «Западные страны» (от серб. стране / strane — «стороны»), означавшее область к западу от исторического ядра государства.

## История

Западные страны (Трополе): на карте исторических областей БиГ

Область располагалась вокруг Ливанского, Дуванского, Гламочского и Купрешского полей (карстовых равнин). На современной территории располагаются общины Ливно, Гламоч, Томиславград.
Вошла в состав Боснийского государства при бане Степане Котроманиче. В период с 1357 под 1382 год находилась в составе Венгрии, после чего при Твртко I отошла под управление рода Косачей. После смерти короля область была поделена боснийской знатью. Ливанская жупания разделена между Хрватиничами, Галешичами и Чубраничами. Одна часть Ливанской жупании досталась Семковичам, другая часть вместе с Гламочской жупанией отошла к Котроманичам, Клешичам и Хрватиничам. В 1463 году Западные страны были завоёваны турками, однако в том же году освобождены венгерским королём Матьяшем I. В период между 1485 (захват Ливны) и 1527 годом (захват Биограда) область была окончательно подчинена Османской империей, которая на землях Западных стран учредила три санджака: Клишский, Боснийский и Герцеговинский.
Слово «Западные страны» присутствовало в пространном титуле правителей Боснии. После пресечения царской династии Неманичей боснийский бан Твртко I в 1377 году венчался в сербском монастыре Милешева у гроба святого Саввы как «король сербов, Боснии, Поморья и Западных стран». Царь Стефан Душан носил титул «самодержца сербов и греков, Поморья и западных стран».